# AGS JH22
Az AGS JH22 egy Formula–1-es versenyautó, amelyet az AGS csapat tervezett és versenyeztetett az 1987-es Formula–1 világbajnokság során. Egyetlen autójukat két versenyző is vezette: Pascal Fabre, illetve a szezon végén Roberto Moreno.

## Áttekintés
Az autó az előző modell továbbfejlesztése volt, amely a Renault RE40 alapjain nyugodott. A robusztus kialakítást az első néhány nagydíjon egy szokatlan elem tarkította: a pilóta háta mögött egy önálló, nagyméretű légbeömlő, amit leginkább az 1970-es években használtak a Formula–1-ben. Az AGS megszabadult a Motori Moderni turbómotorjaitól, és eleinte a Renault egységeit szerették volna megszerezni. Mivel azonban a gyártó akkor egy időre épp kivonult a sportágból, így a Ford-Cosworth DFZ szívómotorokra esett a választásuk. Ezek teljesítménye azonban jóval szerényebb volt a turbókénál, ezért abban az évben meghirdették a Colin Chapman-kupát a szívómotoros autóknak, valamint a Jim Clark-kupát a pilótáiknak. Az AGS-t ebben a bajnoki küzdelemben is rangsorolták.
A csapat továbbra is csak egy autót indított, viszont két kasztnit is megépített. Főszponzoruk az El Charro cipőgyár maradt, nekik köszönhetően lettek az autók fehér-piros színűek. Versenyzőjük az a Pascal Fabre lett, aki pár évvel korábban a Formula–2-ben is versenyzett velük.

## A szezon
Lassú autó volt, Fabre szinte mindig utolsóként kvalifikált, jó egy másodperces lemaradással az előtte haladó mögött. A versenyeken azonban stabilan szerepelt, az első kilenc versenyen nyolcon behozta a célba a JS22-est, noha körhátrányban. Legjobb eredménye a francia és a brit nagydíjon elért kilencedik helyezés volt. Ugyan az osztrák nagydíjat is teljesítette, de akkora hátrányban, hogy nem is rangsorolták. Időközben azonban az Osella és a Larrousse & Calmels csapatok beneveztek még egy autót, és a Coloni is megjelent a sportágban, ami nagymértékben megnehezítette a dolgát. A következő négy versenyből háromra nem is tudott kvalifikálni.
A japán nagydíjtól kezdve Fabre helyére az a Roberto Moreno ült be, aki utoljára 1982-ben versenyzett a Lotusszal. Neki mindkét versenyen sikerült a kvalifikálás, a szezonzáró, sok kiesőt hozó futamon hetedikként. Aztán Ayrton Sennát kizárták a túlméretezett fékvezetékei miatt, ezért Moreno előrelépett a hatodik helyre, és ezzel szerzett egy pontot.
Ezzel a pontszerzéssel a konstruktőri tizenkettedik helyen zártak, a Colin Chapman-kupában pedig harmadikként. Fabre ötödik lett a Jim Clark-kupában, Moreno pedig hatodik, és megszerzett pontjával az egyéni világbajnokságban is rangsorolták.
A fennmaradt két autó közül az egyik az AGS gyűjteményében található, a másikat pedig egy lohéac-i múzeumban állították ki.

## Eredmények

### Formula–1-es eredmények
| Év   | Csapat             | Motor        | Gumik | Pilóták        | 1   | 2   | 3   | 4   | 5   | 6   | 7   | 8   | 9   | 10  | 11  | 12  | 13  | 14  | 15  | 16  | Pontok | Helyezés |
| ---- | ------------------ | ------------ | ----- | -------------- | --- | --- | --- | --- | --- | --- | --- | --- | --- | --- | --- | --- | --- | --- | --- | --- | ------ | -------- |
| 1987 | Team El Charro AGS | Cosworth DFZ | G     |                | BRA | SMR | BEL | MON | DET | FRA | GBR | GER | HUN | AUT | ITA | POR | ESP | MEX | JPN | AUS | 1      | 12.      |
| 1987 | Team El Charro AGS | Cosworth DFZ | G     | Pascal Fabre   | 12  | 13  | 10  | 13  | 12  | 9   | 9   | KI  | 13  | NR  | NK  | NK  | KI  | NK  |     |     | 1      | 12.      |
| 1987 | Team El Charro AGS | Cosworth DFZ | G     | Roberto Moreno |     |     |     |     |     |     |     |     |     |     |     |     |     |     | KI  | 6   | 1      | 12.      |

### Colin Chapman-kupa
| Év   | Csapat             | Motor        | Gumik | Pilóták        | 1   | 2   | 3   | 4   | 5   | 6   | 7   | 8   | 9   | 10  | 11  | 12  | 13  | 14  | 15  | 16  | Pontok | Helyezés |
| ---- | ------------------ | ------------ | ----- | -------------- | --- | --- | --- | --- | --- | --- | --- | --- | --- | --- | --- | --- | --- | --- | --- | --- | ------ | -------- |
| 1987 | Team El Charro AGS | Cosworth DFZ | G     |                | BRA | SMR | BEL | MON | DET | FRA | GBR | GER | HUN | AUT | ITA | POR | ESP | MEX | JPN | AUS | 41     | 3rdóó.   |
| 1987 | Team El Charro AGS | Cosworth DFZ | G     | Pascal Fabre   | 3   | 3   | 3   | 3   | 2   | 3   | 2   | KI  | 4   | NR  | NK  | NK  | KI  | NK  |     |     | 41     | 3rdóó.   |
| 1987 | Team El Charro AGS | Cosworth DFZ | G     | Roberto Moreno |     |     |     |     |     |     |     |     |     |     |     |     |     |     | KI  | 3   | 41     | 3rdóó.   |

## Forráshivatkozások
1. ↑  Latest Formula 1 Breaking News - Grandprix.com. www.grandprix.com. (Hozzáférés: 2025. február 19.)
2. ↑  Pascal Fabre - Biography. web.archive.org, 2007. november 18. (Hozzáférés: 2025. február 19.)
3. ↑  Data Search Results - ChicaneF1.com. www.chicanef1.com. (Hozzáférés: 2025. február 19.)
4. ↑  Az AGS-sztori… (magyar nyelven). Napi F1 sztori, 2020. április 3. (Hozzáférés: 2025. február 19.)